# Min tro - En verden uden ondt - Jehovas vidne
|  | Denne artikel er oprettet af botten Steenthbot ud fra en ekstern database. Den kan derfor have sproglige fejl eller mangler. Denne skabelon kan fjernes efter kontrol af indholdet. |

Min tro - En verden uden ondt - Jehovas vidne er en dansk dokumentarfilm fra 2018 instrueret af Cathrine Marchen Asmussen.

## Handling
Natalie er 12 år og et af Jehovas vidner. Hun drømmer om Paradisets komme – en ny verden, hvor man ikke kan dø, men lever evigt. Alle der tror på Jehova kommer med i den nye verden, og derfor går Natalie fra dør til dør for at få så mange som muligt med. Natalie glæder sig. I den nye verden vil hendes elskede onkel stå op af graven. Det er en trøst at vide, at hun skal se ham igen.